# Mary Seacole
Mary Seacole, nata Mary Jane Grant, (Kingston, 23 novembre 1805 – Paddington, 14 maggio 1881) è stata un'imprenditrice e infermiera giamaicana con cittadinanza britannica che istituì il British Hotel durante la guerra di Crimea per fornire soccorso ai militari feriti sul campo di battaglia.
Imparò l'arte infermieristica dalla madre, che era un'esperta di medicina tradizionale giamaicana  e gestiva una casa di cura per soldati feriti. Essendo di razza "mista" lei e la sua famiglia godevano di pochi diritti civili. Durante la guerra di Crimea si offrì per assistere i soldati feriti, ma fu rifiutata e attribuì questo rifiuto a pregiudizi razziali. Decise quindi di recarsi in Crimea come vivandiera e di aprire in autonomia il British Hotel, per rifornire e assistere i soldati.
Dopo la sua morte fu in gran parte dimenticata per quasi un secolo. La sua autobiografia, Wonderful Adventures of Mrs. Seacole in Many Lands (1857), fu la prima autobiografia scritta da una donna nera in Gran Bretagna. L'erezione di una sua statua al St Thomas' Hospital di Londra, il 30 giugno 2016, che la descrive come una "pioniera", generò  alcune polemiche e opposizioni, soprattutto tra coloro che si preoccupavano dell'eredità di Florence Nightingale.

## Biografia
Mary Jane Seacole nacque Mary Jane Grant il 23 novembre 1805 a Kingston, nella Colonia della Giamaica, come membro della comunità dei neri liberi in Giamaica.  Era la figlia di James Grant, un tenente scozzese dell'esercito britannico. Sua madre, la signora Grant, soprannominata "The Doctress", era una guaritrice che usava le medicine erboristiche tradizionali caraibiche e africane. La signora Grant gestiva anche la Blundell Hall, una pensione al 7 di East Street.
Nel XVIII secolo, le dottoresse giamaicane padroneggiarono la medicina popolare, compreso l'uso dell'igiene e delle erbe. Avevano una vasta conoscenza delle malattie tropicali e avevano l'abilità di un medico generico nel trattamento di disturbi e ferite, acquisita dovendo prendersi cura delle malattie dei compagni schiavi nelle piantagioni di zucchero.  A Blundell Hall, Seacole acquisì le sue competenze infermieristiche, che includevano l'uso dell'igiene, della ventilazione, del calore, dell'idratazione, del riposo, dell'empatia, di una buona alimentazione e della cura dei moribondi. Blundell Hall servì anche come casa di convalescenza per il personale militare e navale che si stava riprendendo da malattie come il colera e la febbre gialla. L'autobiografia di Seacole dice che ha iniziato a sperimentare in medicina, sulla base di ciò che ha imparato da sua madre, sulla sua bambola e poi passando agli animali domestici prima di aiutare sua madre a curare gli esseri umani. A causa degli stretti legami della sua famiglia con l'esercito, fu in grado di osservare le pratiche dei medici militari e combinò quella conoscenza con i rimedi dell'Africa occidentale che acquisì dalla madre. In Giamaica tra la fine del XVIII e l'inizio del XIX secolo, le morti neonatali erano più di un quarto delle nascite totali. Tuttavia, Seacole, usando rimedi erboristici tradizionali dell'Africa occidentale e pratiche igieniche, si vantava di non aver mai perso una madre o suo figlio.
Seacole era orgogliosa delle sue origini giamaicane e scozzesi e si definiva creola. Nella sua autobiografia  scrisse: "Sono creola, e ho del buon sangue scozzese che scorre nelle mie vene. Mio padre era un soldato di un'antica famiglia scozzese". Seacole sottolineò il suo vigore personale, prendendo le distanze dallo stereotipo contemporaneo del "creolo pigro". Era orgogliosa della sua discendenza nera, scrivendo: "Ho alcune sfumature di marrone più profondo sulla mia pelle che mostrano che sono imparentata – e sono orgogliosa della relazione – con quei poveri mortali che un tempo tenevi schiavi, e i cui corpi l'America possiede ancora". 
Mary Seacole trascorse alcuni anni nella casa di una donna anziana, che chiamava la sua "gentile patrona", prima di tornare da sua madre. Fu trattata come un membro della famiglia della sua patrona e ricevette una buona educazione. Come figlia istruita di un ufficiale scozzese e di una donna nera libera con un'attività rispettabile, Seacole avrebbe occupato una posizione elevata nella società giamaicana. 
Intorno al 1821, Seacole visitò Londra, soggiornandovi per un anno, e visitò i suoi parenti della famiglia di mercanti Henriques. Sebbene Londra avesse un certo numero di neri, registrò che un compagno, un indiano occidentale con la pelle più scura delle sue stesse tonalità "scure", veniva schernito dai bambini. La stessa Seacole era "solo un po' bruna"; era quasi bianca secondo uno dei suoi biografi, il dottor Ron Ramdin. Tornò a Londra circa un anno dopo, portando in vendita una "grande scorta di sottaceti e conserve delle Indie Occidentali". I suoi viaggi successivi sarebbero stati senza un accompagnatore o uno sponsor, una pratica insolitamente indipendente in un'epoca in cui le donne avevano diritti limitati. 
Nel 1857, di ritorno a Londra, pubblicò la sua autobiografia Wonderful Adventures of Mrs Seacole in Many Lands che ebbe un notevole successo. Nel 2017, il quotidiano britannico The Guardian annovera l'autobiografia di Mary Seacole nella lista dei migliori 100 libri di saggistica (non-fiction).
In un sondaggio online del 2004, l'infermiera giamaicana primeggia nella lista dei più grandi britannici di colore superando in popolarità Naomi Campbell, Lennox Lewis e Ms. Dynamite.
Seacole morì il 14 maggio 1881 nella sua casa, 3 Cambridge Street (in seguito ribattezzata Kendal Street) a Paddington, Londra; la causa della morte fu annotata come "apoplessia". Lasciò un patrimonio del valore di oltre 2.500 sterline. Dopo alcuni lasciti specifici, la principale beneficiaria del suo testamento fu sua sorella, (Eliza) Louisa. Lord Rokeby, il colonnello Hussey Fane Keane e il conte Gleichen (tre fiduciari del suo fondo) ricevettero ciascuno 50 sterline; Il conte Gleichen ebbe anche un anello di diamanti, che si dice sia stato dato al defunto marito di Seacole da Lord Nelson. Un breve necrologio fu pubblicato sul Times il 21 maggio 1881. Fu sepolta nel cimitero cattolico romano di St. Mary, Harrow Road, Kensal Green, Londra.

## Opere
- (EN) Mary Seacole, Wonderful adventures of Mrs Seacole in many lands, collana Penguin classics, introduction by Sara Salih, Londra, Penguin Books, 2005  [luglio 1857], ISBN 9780140439021.